# 1-nitrosopyrrolidine
1-nitrosopyrrolidine of N-nitrosopyrrolidine is het nitrosoderivaat van pyrrolidine. In zuivere toestand is het een gele olieachtige vloeistof, mengbaar met water en oplosbaar in organische oplosmiddelen.

## Synthese
De verbinding werd in 1888 voor het eerst bereid door de reactie van pyrrolidine met kaliumnitraat in een zwakke oplossing van zoutzuur. 

## Toxicologie en veiligheid
1-nitrosopyrrolidine ontleedt bij blootstelling aan licht (in het bijzonder ultraviolet licht). De stof ontleedt ook bij verhitting, waarbij toxische dampen vrijkomen van stikstofoxiden.
1-nitrosopyrrolidine is irriterend voor huid en ogen en kan schade toebrengen aan de lever en nieren.
Deze stof is vermoedelijk kankerverwekkend bij de mens. Bij toediening aan proefdieren veroorzaakt ze verscheidene soorten kanker. De stof wordt trouwens in laboratoriumonderzoek gebruikt om tumoren te induceren bij proefdieren. Er zijn geen specifieke studies beschikbaar over het verband tussen blootstelling aan 1-nitrosopyrrolidine en kanker bij de mens. Blootstelling kan gebeuren bij het koken en consumeren van voedingswaren die natriumnitriet als conserveermiddel bevatten. 1-nitrosopyrrolidine is ook aangetroffen in tabaksrook.